# Tetjana Ostaščenko
Tetjana Mikolajivna Ostaščenko (ukrajinsko Тетяна Миколаївна Остащенко), ukrajinska vojaška zdravnica, brigadni general in poveljnica zdravstvenih sil Oboroženih sil Ukrajine, * 7. april 1974, Lvov, Ukrajinska SSR, Sovjetska zveza.
Tetjana Ostaščenko je ukrajinska vojaška zdravnica, brigadni general in poveljnica zdravstvenih sil Oboroženih sil Ukrajine (od 2021). Je prva ženska v zgodovini Ukrajine, ki je poveljevala vojaški veji, in tudi prva ženska s činom brigadnega generala.

## Biografija
Tetjana Ostaščenko se je rodila v Lvovu na zahodu Ukrajine avgusta 1974, njen oče je služil v vojski.
Leta 1996 je z odliko diplomirala na Narodni medicinski univerzi Danilo Halitski Lvov (Fakulteta za farmacijo). Leta 1998 je Ostaščenkova diplomirala na Ukrajinski vojaški medicinski akademiji.
Leta 2020 je končala tečaj reforme obrambnega in varnostnega sektorja ter strateškega vodenja za management na Univerzi Cranfield (Združeno kraljestvo).
Od leta 1998 je služila v vojski na položajih:
- vodja farmacevtske vojaške enote;
- častnica vojaškozdravstvenega oddelka Zahodnega operativnega poveljstva;
- vodja oddelka za medicinsko nabavo Centralnega vojaškega zdravstvenega poveljstva Oboroženih sil Ukrajine;
- vodja enote vojaško-medicinskega oddelka Ministrstva za obrambo Ukrajine in Generalnega direktorata za vojaško sodelovanje in mirovne operacije Generalštaba Oboroženih sil Ukrajine;
- vodja oddelka za medicinsko nabavo Glavnega vojaškega zdravstvenega oddelka;
- Glavna inšpektorica glavnega inšpektorata Ministrstva za obrambo Ukrajine.

Julija 2021 je bila imenovana za poveljnico zdravstvenih sil Oboroženih sil Ukrajine. Tetjana Ostaščenko je postala prva ženska v zgodovini Ukrajine, ki je poveljevala vojaški veji, pa tudi prva ženska s činom brigadnega generala.